# Wim Schokking
Willem Frederik (Wim) Schokking (Amsterdam, 14 augustus 1900 – aldaar, 5 juli 1960) was een Nederlands jurist en politicus.
Na zijn studie rechten aan de Gemeenteuniversiteit van Amsterdam was Schokking advocaat te Amsterdam. In 1939 werd hij lid van de gemeenteraad van Amsterdam voor de CHU en van 1945 tot 1948 wethouder. In 1948 werd Schokking minister van Oorlog en Marine in het kabinet-Drees-Van Schaik. Schokking kreeg geen steun voor zijn financiële beleid en toen hem na het uitbreken van de Koreaanse Oorlog gebrek aan doortastendheid werd verweten trad hij op 16 oktober 1950 af. In 1951 werd hij benoemd in de Raad van State.